# Sparta Rotterdam (baseball)
Lo Sparta è stato una squadra di baseball e softball olandese con sede a Rotterdam. Vincitore di nove campionati, nel 1998 si unì al Feyenoord dando vita allo Sparta/Feyenoord.

## Storia
Nacque nel 1942 all'interno dell'omonima squadra di calcio e raggiunse la massima divisione del campionato olandese, la Hoofdklasse, nel 1955. Il suo periodo d'oro si colloca fra il 1963 ed il 1975: in questi anni conquistò nove titoli nazionali, vincendo le prime due edizioni della Holland Series, nel 1972 e nel 1973, contro gli Haarlem Nicols. Inoltre arrivò per tre volte in finale di Coppa dei Campioni, perdendo però ogni volta: nel 1965 si arrese al Nettuno Baseball Club, nel 1973 alla Fortitudo Bologna e nel 1975 ai connazionali degli Haarlem Nicols. Dopo la retrocessione del 1979, tornò a giocare in Hoofdklasse dal 1982 al 1992 e dal 1996 al 1997.

### Sparta/Feyenoord
La fusione con il Feyenoord avvenne nel 1998, dopo che per lo Sparta si era reso necessario cambiare campo di gioco e disputare le partite casalinghe allo Sportpark Beverwaard. Il Feyenoord, nato nel 1954 dall'omonima società calcistica, aveva già giocato nel massimo campionato dal 1969 al 1975 e nel 1980. La nuova squadra prese il nome di HSV Sparta/Feyenoord e rimase in Hoofdklasse fino al 2012, quando subì la retrocessione, fallì e si sciolse.

## Palmarès
Attualmente lo Sparta è la terza squadra più titolata del Paese, insieme al Blauw-Wit.
- Campionato olandese: 9

1963, 1964, 1966, 1967, 1969, 1971, 1972, 1973, 1974

### Finali perse
- Coppe dei Campioni: 3

1965, 1973, 1975